# Valherbasse
Valherbasse ist eine französische Gemeinde mit 1.020 Einwohnern (Stand: 1. Januar 2022) im Département Drôme in der Region Auvergne-Rhône-Alpes. Sie gehört zum Kanton Drôme des collines und zum Arrondissement Valence.
Sie entstand als Commune nouvelle mit Wirkung vom 1. Januar 2019 durch die Zusammenlegung der bisherigen Gemeinden Montrigaud, Miribel  und Saint-Bonnet-de-Valclérieux, die in der neuen Gemeinde den Status einer Commune déléguée haben. Der Verwaltungssitz befindet sich im Ort Montrigaud.

## Gliederung
| Ortsteil                     | ehemaliger INSEE-Code | Fläche (km²) | Einwohnerzahl zum 1. Januar 2022 |
| ---------------------------- | --------------------- | ------------ | -------------------------------- |
| Montrigaud (Verwaltungssitz) | 26210                 | 28,73        | 492                              |
| Miribel                      | 26184                 | 06,55        | 297                              |
| Saint-Bonnet-de-Valclérieux  | 26297                 | 08,29        | 231                              |

## Lage
Nachbargemeinden sind Le Grand-Serre im Nordwesten, Saint-Clair-sur-Galaure und Montfalcon im Norden, Roybon im Nordosten, Saint Antoine l’Abbaye im Südosten, Montmiral und Saint-Laurent-d’Onay im Süden, Crépol im Südwesten und Saint-Christophe-et-le-Laris im Westen.